# Gimzo
Gimzo (hebr. גִמזוֹ) – religijny moszaw położony w samorządzie regionu Chewel Modi’in, w Dystrykcie Centralnym, w Izraelu.
Leży w Szefeli, w otoczeniu miast Ramla i Modi’in-Makkabbim-Re’ut, oraz moszawów Achisamach, Kefar Danijjel i Kefar Szemu’el, na południowo-zachodniej krawędzi Lasu Bet Shemen.

## Historia
Pierwsze wzmianki o Gimzo pochodzą z 740 p.n.e. Biblia wspomina, że w tym czasie obszar Gimzo został zajęty przez Filistynów. Uważa się, że nazwa „Gimzo” pochodzi od owocu drzewa sykamory, zwanego „Gomez”. Drzewa to obficie rosną w tej okolicy. Według tekstów biblijnych, w czasach królów żydowskich sykamory były uznawane na równi z cedrami za piękne i chwalebne drzewa. Żydowska osada została prawdopodobnie zniszczona podczas powstania Bar Kochby około 132-135 roku. W 364 zniszczeń dopełniło trzęsienie ziemi, zmuszając pozostałych Żydów do opuszczenia zrujnowanej wioski.

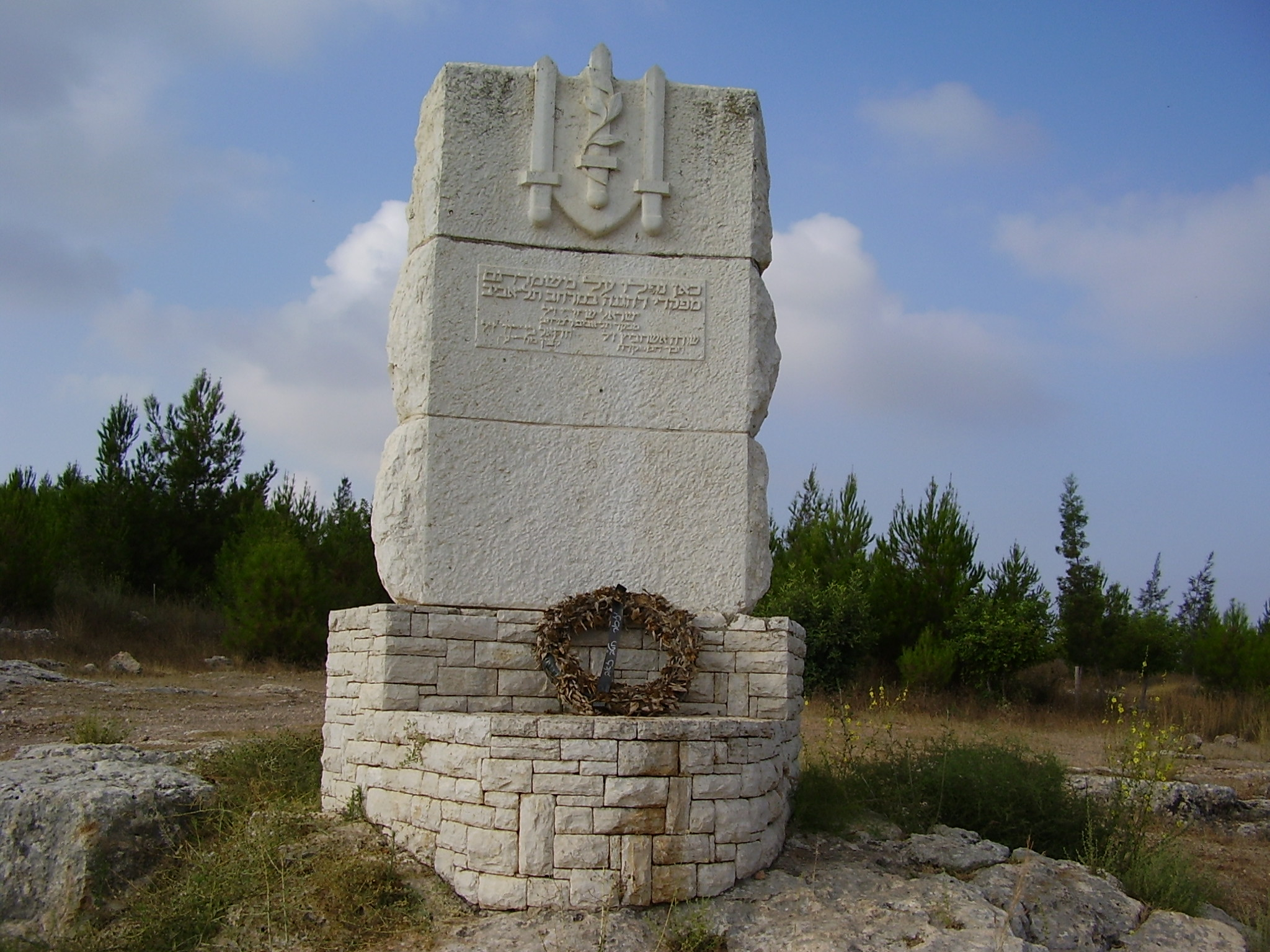
Pomnik bohaterów z Hagany

Jest trudno ustalić datę założenia arabskiej wioski Jamzo, która w okresie panowania osmańskiego powstała w tym miejscu. Jej mieszkańcy uciekli podczas wojny o niepodległość w 1948. Izraelscy żołnierze zajęli wioskę 10 lipca 1948 i skutecznie bronili swoich pozycji przed nacierającym jordańskim Legionem Arabskim.
Współczesny moszaw został założony 28 lutego 1950 przez żydowskich imigrantów z Węgier. Była to grupa chasydów, która nazywała się Etz Chaim (pol. Drzewo Życia). Następnie, w 1951 osiedlili się tutaj imigranci z Maroka, a w 1977 przybyło kolejnych 12 rodzin żydowskich.

## Kultura i sport
W moszawie jest ośrodek kultury, boisko do piłki nożnej oraz korty tenisowe.

## Gospodarka
Gospodarka moszawu opiera się na intensywnym rolnictwie i sadownictwie.
Firma Shesh Moshzar produkuje różnorodne judaika.

## Komunikacja
Na zachód od moszawu przebiegają autostrada nr 1 i autostrada nr 6, brak jednak bezpośredniego wjazdu na nie. Z moszawu prowadzi na północ droga nr 4314, którą dojeżdża się do moszawu Kefar Danijjel oraz dróg nr 443  i nr 444 .